# Nyodes rufifusa
Nyodes rufifusa är en fjärilsart som beskrevs av George Francis Hampson 1918. Nyodes rufifusa ingår i släktet Nyodes och familjen nattflyn. Inga underarter finns listade i Catalogue of Life.